# Afro (moneda)

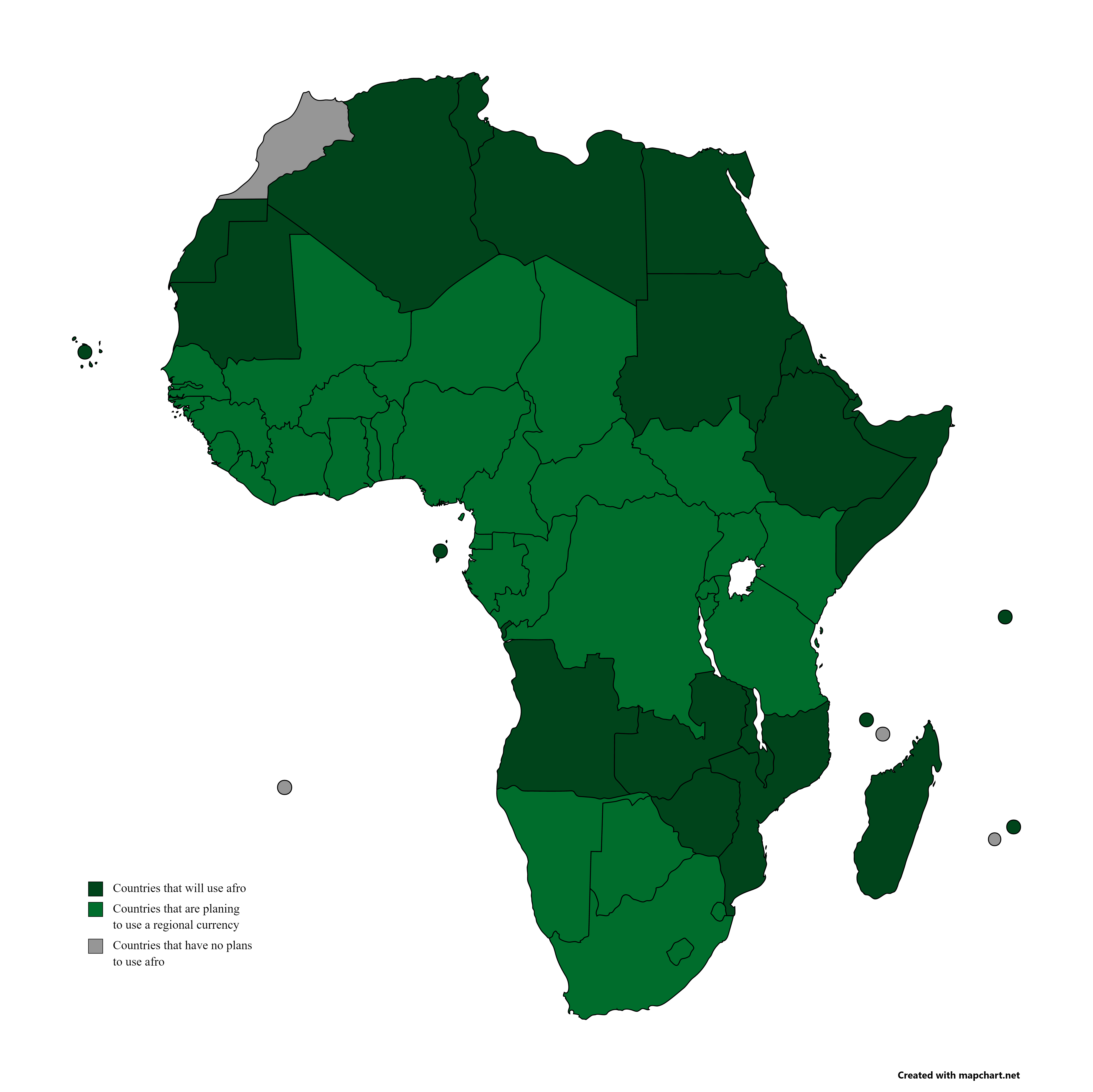
Verde Oscuro: Países que tienen planes de usar el afro en el futuro. Verde Claro: Países que usan o tienen planes de usar una moneda regional en el futuro, pero que también pretenden usar el afro como moneda. Gris: Países que no tienen planes de usar el afro en el futuro.

El afro es la moneda oficial propuesta para la Unión Africana, que implica a todos los estados africanos a excepción de Marruecos y los territorios pertenecientes a potencias europeas.
El calendario establecido por el Tratado de Abuya, firmado el 3 de enero de 1991 en la ciudad homónima de Nigeria, estipula que el afro deberá estar institucionalizado por el Banco Central Africano en 2028. El afro forma parte de la Agenda 2063, además se suscita el uso de una posible versión digital en el futuro.
La terminología y los principios básicos se asemejan a los del euro, la zona euro y el Banco Central Europeo.
Actualmente, la posible moneda afronta distintas alternativas como son el euro o el dólar estadounidense, usados de facto en Zimbabue tras su hiperinflación y recurrentemente empleados durante crisis financieras en países del continente africano. También existen propuestas por parte de los Estados miembros de carácter regional como son el Eco, influenciado por el ya existente Franco CFA. En África Oriental es impulsado por la CAO el uso del Chelín de África Oriental, el cual está previsto ser usado en cinco de sus siete Estados miembros para 2023. Por otro lado, el gobierno de Sudáfrica a propuesto el uso de una moneda única regional para los países de la Comunidad de Desarrollo de África Austral.
En el ámbito de libre comercio y aduanero, el afro busca abrir las fronteras comerciales internas del continente, que actualmente es intentado por la Comunidad Africana Oriental, la Comunidad de Desarrollo de África Austral, la Unión Aduanera de África Austral, la Comunidad Económica de Estados de África Occidental, la Comunidad Económica de los Estados de África Central y la Unión del Magreb Árabe. Además, existen organizaciones que realizan ayuda monetaria y de sustentabilidad, que se espera que el afro realice en los países con economías más débiles con su incorporación. Estas organizaciones son la Autoridad de Liptako-Gourma, el Comité Permanente Interestatal para la Lucha contra la Sequía en el Sahel, el Consejo de la Entente y el G5 del Sahel.